# Rete tranviaria di Francoforte sull'Oder
La rete tranviaria urbana di Francoforte sull'Oder è la rete tranviaria che serve la città tedesca di Francoforte sull'Oder.

## Rete
La rete si compone di cinque linee:
- 1 Neuberesinchen - Stadion
- 2 Messegelände - Europa-Universität
- 3 (Markendorf Ort -) Kopernikusstraße - Europa-Universität
- 4 Markendorf Ort - Lebuser Vorstadt
- 5 Neuberesinchen - Messegelände